# Siemens España
Siemens España (Siemens S.A.) es una empresa tecnológica española, filial de la germana Siemens AG, que opera desde el 1 de abril de 1895. La compañía es un proveedor líder de soluciones eficientes en generación y transmisión de energía y pionera en soluciones de infraestructuras, así como soluciones de automatización, accionamiento y software para la industria. La compañía también es un proveedor líder de equipos de imágenes médicas, como la tomografía computarizada y los sistemas de imágenes por resonancia magnética, y un líder en diagnóstico de laboratorio y tecnología clínica.
La compañía cuenta en España con centros de competencia mundial en los que innova, fabrica y exporta como Cornellá (material ferroviario), Getafe (equipos de radiodiagnóstico portátiles), y Rubí (material eléctrico).

## Historia

### Primeros años y consolidación
Siemens & Halske llegó a España el 1 de abril de 1895, e instaló sus oficinas en la madrileña Carrera de San Jerónimo. En 1905, reciben los primeros pedidos con la circulación del primer funicular en las calles barcelonesas y el suministro de cinco rotativas para el diario ABC. El 21 de julio de 1910,  la empresa Industria Eléctrica, propiedad del ingeniero catalán Luis Muntadas Rovira, se unía a Siemens y surgía la sociedad Siemens Schuckert Industria Eléctrica S.A.  Diez años después, se amplió el taller principal y, ya avanzado 1923, se incrementó el programa de fabricación. Por otro lado, en los años 20, Siemens Reiniger Werke abre filial en España con el nombre de Siemens Electrodoméstica S.A. En 1927, Siemens amplía su negocio y adquiere Industria Latina de Electricidad Aplicada S.A. (ILDEA) dedicada a la Electromedicina. En 1930, Siemens-Schuckert y Siemens Halske unieron sus actividades y crearon la empresa Siemens Industria Eléctrica S.A.
Durante la Guerra Civil las fábricas sufrieron escasez de materiales y la pérdida de varios trabajadores. Por ello, tras el final de la contienda,  se puso en marcha la escuela de aprendices, uno de los primeros programas de formación de la región.
Así mismo, durante la Segunda Guerra Mundial, Siemens y otras empresas alemanas utilizaron mano de obra esclava procedente de los campos de exterminio nazi. Siemens, como otras tantas, se sirvió de las bondades del Tercer Reich para emplear esclavos españoles extraídos del campo de concentración de Mauthausen-Gusen, uno de los campos de la muerte, dinamizando así su producción.
En 1955, Siemens abre la Fábrica de Málaga para la fabricación de componentes y, dos años más tarde, comienza la construcción de otro centro para el desarrollo de cuadros de maniobra en Getafe (Madrid).
En 1970, Siemens Industria Eléctrica S.A. cambia a Siemens S.A., nombre actual de la compañía en España. Cuatro años más tarde, Siemens S.A. y Siemens Electrodoméstica S.A. constituyen una empresa única con la fusión de ambas sociedades que, hasta entonces, ejercían sus actividades de manera independiente.  Siemens España quedó organizada bajo una misma estructura con tres grandes centros de producción: Cornellá, Getafe y Málaga.

### Etapa reciente
En 1979, Siemens adquiere TECOSA S.A. (Telecomunicación, Electrónica y Conmutación, S.A.), compañía de ciclo completo especializada en desarrollar soluciones innovadoras de integración de sistemas de seguridad, siempre orientadas a proporcionar el mayor nivel de Seguridad global.  El centro de producción de Getafe comienza, en 1980, la fabricación de sistemas de electrónica. Nueve años más tarde, Siemens adquiere una participación en la empresa Controlamatic Ibérica S.A., uniéndola por completo en 1993. En este año, la compañía consigue la iluminación interior de la Torre Picasso. En 1994, Siemens desarrolla un área de negocio centrada en las telecomunicaciones (telefonía, redes, etc) y su división de Redes Públicas de Telecomunicaciones instala en Tres Cantos (Madrid) un centro piloto de telefonía móvil digital GSM.
El comienzo de siglo trajo consigo nuevos hitos para la compañía. En 2001, Siemens y el consorcio formado por Talgo y Adtranz, fueron elegidos para suministrar un total de 32 trenes para cubrir el corredor ferroviario entre Madrid, Barcelona y frontera francesa. La tecnología que se utilizan en la línea de alta velocidad Madrid-Barcelona (que pasa también por Guadalajara, Zaragoza, Lérida y Camp de Tarragona) son los AVE Serie 103. Estos trenes se derivan del ICE 3, que es el modelo utilizado en el servicio de ferrocarriles alemanes y holandeses, pero han sido modificados para conseguir un aumento en la velocidad y así satisfacer aún más las demandas del cliente (alcanzando una velocidad de 350 km/h).
En 2008, la compañía suministró la tecnología necesaria para conectar a 6 hospitales de la Comunidad de Madrid. El llamado “Anillo Radiológico” presta servicio de pruebas diagnósticas por imagen a los hospitales del Henares, Sureste, Tajo, Infanta Sofía, Infanta Cristina e Infanta Leonor y está compuesto por 122 equipos de radiología y 48 estaciones de trabajo interconectadas. También, dispone de una aplicación informática de reconocimiento de voz mediante la que el radiólogo realiza el informe y queda asociado a la imagen, por lo que las placas radiográficas están disponibles en línea para todos los especialistas.
En 2013, la compañía anunció un acuerdo para adquirir Invensys Rail, el negocio de automatización ferroviario de Invensys por unos 2.200 millones de euros La compra, la mayor de los últimos años, permitirá a Siemens mejorar su negocio de señalización y convertirse en la mayor compañía del sector de automatización ferroviaria. Siemens ya cuenta con un negocio de automatización ferroviaria que genera ingresos de 1.400 millones de euros anuales y que emplea a cerca de 6.500 personas. Invensys Rail se integrará en este negocio, que tiene su sede en Berlín.
En 2014, Siemens anuncia la adquisición de la empresa Dresser Rand con la que completaba su portfolio de productos para petróleo y gas con nuevos compresores, turbinas de vapor, turbinas y motores de gas.
En junio de 2016, se anuncia la fusión del negocio eólico de Siemens con la compañía española Gamesa para crear una compañía independiente llamada Siemens Gamesa. El 1 de octubre de ese año Siemens Healthineers, la división médica de Siemens AG, y su filial en España, Siemens Healthcare, S.L.U., pasan a ser empresas gestionadas independientemente. En 2018, Siemens Mobility, la división ferroviaria de Siemens AG, y su filial en España, Siemens Mobility S.L.U., pasan a ser empresas gestionadas independientemente.

## Filiales en España
Además de Siemens S.A, Siemens AG tiene las siguientes filiales en España:
- Fábrica Electrotécnica Josa, S.A.U., Tres Cantos
- Innovation Strategies, S.L., Palma
- SIEMENS HEALTHCARE, S.L.U., Madrid
- Siemens Industry Software S.L., Tres Cantos
- Siemens Large Drives Spain, S.L., Madrid
- Siemens Logistics S.L. Unipersonal, Madrid
- SIEMENS MOBILITY, S.L.U., Tres Cantos
- Siemens Rail Automation S.A.U., Tres Cantos
- Siemens Renting S.A., Madrid
- Telecomunicación, Electrónica y Conmutación S.A., Madrid
- Varian Medical Systems Iberica SL, Madrid